# Austrorhynchus parapectatus
Austrorhynchus parapectatus är en plattmaskart som beskrevs av Tor Karling 1977. Austrorhynchus parapectatus ingår i släktet Austrorhynchus och familjen Polycystididae. Inga underarter finns listade i Catalogue of Life.